# Українська гімназія № 1 (Івано-Франківськ)
Українська гімназія № 1 — загальноосвітній навчальний заклад; гімназія в Івано-Франківську. Учасник Всеукраїнського конкурсу «100 найкращих шкіл України» (2006). За результатами ЗНО з української мови літератури в 2008, 2009 та у 2015 роках займала І місце серед шкіл України.
Вступ до гімназії здійснюється на конкурсній основі, за результатами вступних випробувань з української мови та математики для випускників початкових класів шкіл міста (4-й клас початкової школи).

## Історія гімназії

### Станиславівська гімназія
У 1905 році на вимогу української громадськості австрійський уряд дав згоду на відкриття української гімназії в Станиславові.
Спочатку для потреб гімназії орендували приміщення на вулиці Яна ІІІ Собеського, 26
Потім, з 1908 розміщувалася на вул. Липовій.
Першим та довголітнім її директором був призначений Сабат Микола (1867–1930), на посаді директора: 1905–1919 та 1923–1927. Його ім'ям названа вулиця міста.
Станиславська українська гімназія була закрита радянською владою у 1939 р., перетворена в середню школу.

### Відновлена гімназія

Погруддя Тарасу Шевченку

1992 року в Івано-Франківську була заснована Українська гімназія № 1, яка вважається наступницею Станиславівської гімназії. Першим директором став Зіновій Береговський.
22 лютого 1994 року навчальний заклад отримав нове приміщення за адресою Калуське шосе 1.
2012 року гімназія зайняла друге місце у рейтингу навчальних закладів журналу «Фокус».
6 березня 2013 року в гімназії було встановлене погруддя Тарасу Шевченку.

## Профіль навчання
У гімназії є філологічний та математичний профілі навчання.
У гімназії працюють
- кафедри української мови та літератури, математики та інформатики;
- методичні об'єднання: суспільних дисциплін, іноземних мов, природничих дисциплін, дисциплін естетичного циклу та фізичного виховання, класних наставників;

Учні гімназії вивчають англійську, французьку, німецьку, польську мови.
У гімназії працює плавальний басейн, в усіх класах є три уроки фізичного виховання, один з яких — плавання; обов'язковими є заняття з хореографії.
Фонд бібліотеки гімназії — 26103 книги
- соціально-психологічна служба.

У гімназії діють
- музей історії гімназії;
- духовна світлиця;
- наукове товариство «Scientia vinces!»;
- літературна студія «Весняний поріст»;
- студії і гуртки народних ремесел, малюнка та дизайну, юних журналістів та радіоаматорів;
- спортивні секції;
- зразкові хори «Наша пісня» та «Соловейки»;
- ансамбль танцю «Едельвейс»;
- Вибір учнівського президента гімназії

## Вчительський склад
- Заслужений учитель України — 2: Яремчук Микола Михайлович; Левицька Світлана Романівна.
- Відмінників освіти України — 16;
- Нагороджених нагрудним знаком «Василь Сухомлинський» — 5;
- Учителів-методистів — 23;
- Старших учителів — 8;
- Спеціалістів вищої кваліфікаційної категорії — 42;
- Спеціалістів 1-ї кваліфікаційної категорії — 4;
- Спеціалістів 2-ї кваліфікаційної категорії — 2;
- Спеціалістів — 4.

### Керівництво
- Дейчаківський Ігор Іванович — директор
- Грушевський Богдан Васильович — заступник директора з навчально-виховної роботи
- Інкін Ернест Анатолійович — заступник директора з виховної роботи
- Грицишин Марія Іванівна — заступник директора з навчально-виховної роботи

## Відомі випускники
- Роман Андрухович (1915 р.н.) — письменник, громадський діяч.
- Лев Василик (1921—2002) — фармацевт, громадський діяч.
- Василь Величковський (1903—1973) — єпископ УГКЦ.
- Олекса Гірник — дисидент, 21 січня 1978 році вчинив самоспалення біля могили Шевченка в Каневі на знак протесту проти росифікації та інші відомі діячі.
- Дмитро Клячківський — полковник УПА, Головний командир УПА.
- Анатолій Кос-Анатольський (1909—1983) — український композитор.
- Степан Ленкавський (1904—1977) — провідний діяч ОУН.
- Євген Лозинський (1909—1977) — провідний діяч ОУН.
- Дарія Макогон-Полотнюк (Ірина Вільде) (1907—1982) — українська письменниця.
- Мирослав Скала-Старицький (1909—1969) — оперний співак.
- Роман Смик (1918—2007) — лікар і громадський діяч.
- Святомир-Михайло Фостун (1924—2004) — письменник і громадський діяч, секретар Союзу українців у Великій Британії та Світового Союзу Вільних Українців.
- Богдан Ясінський (1923—2002) — науковець.